# Marley Dias
Pour les articles homonymes, voir Dias.
Marley Dias (née le 4 janvier 2005) est une militante et féministe américaine. Elle est connue pour avoir lancé une campagne intitulée #1000BlackGirlBooks en novembre 2015, alors qu'elle était en sixième.

## Biographie
Marley Dias, d'origine jamaïcaine et capverdienne, porte le nom du chanteur de reggae Bob Marley. Elle est née à Philadelphie et a grandi dans le New Jersey. À l'âge de 10 ans, Dias s'est plainte à sa mère que toutes ses lectures obligatoires étaient des livres sur des garçons blancs et des chiens. Elle a dit : « Il n'y avait pas vraiment de liberté pour moi de lire ce que je voulais. » Après avoir parlé à sa mère, Dias décida de lancer une campagne intitulée #1000BlackGirlBooks, pour attirer l'attention sur la littérature qui met en avant des protagonistes noires.
En 2017, Dias a remporté le prix American Ingenuity du Smithsonian Magazine dans la catégorie Jeunesse.

## Campagne
La campagne de Marley Dias se concentre spécifiquement sur les livres dans lesquels les filles noires sont les personnages principaux, pas des personnages mineurs ou d'arrière-plan. Sa campagne intitulée #1000BlackGirlBooks en 2015 avait pour but de collecter 1 000 livres à donner aux filles noires. En quelques mois, plus de 9 000 livres ont été collectés. Beaucoup de ces livres ont été envoyés dans une librairie pour enfants en Jamaïque. La campagne a également attiré l'attention du public sur le manque de diversité dans la littérature pour enfants.

## Après la campagne
À la suite du succès de son projet, populaire dans le monde entier, Dias a écrit son propre livre, Marley Dias Gets It Done: And So Can You! Marley veut par ce livre montrer aux enfants du monde entier que leurs souhaits ou leurs rêves peuvent se réaliser. Le livre a été publié en 2018 par Scholastic Corporation, une société d'édition mondiale pour enfants. Dias a déclaré : « Je pense que l'écriture me donne une liberté créative. J'adore pouvoir faire tout ce que je veux. Lorsque je crée une histoire, je peux la rendre aussi drôle, triste ou heureuse que je le souhaite. »
Elle a recommandé quelques livres pour les jeunes lecteurs :
- The Story of Ruby Bridges, de Robert Cole
- No Mirrors in My Nana's House, de Ysaye M. Barnwell
- Dear America
- Chains par Laurie Halse Anderson
- Brown Girl Dreaming par Jacqueline Woodson
- Roll of Thunder, Hear My Cry par Mildred D. Taylor

Marley Dias est participé au Nightly Show avec Larry Wilmore et en tant que co-animatrice dans l'émission Girls Can Do. Elle a interviewé Misty Copeland et Ava DuVernay pour Elle.com. Elle est devenue la plus jeune éditrice du web.
Depuis 2020, elle présente Les Marque-pages sur Netflix.